# 許彥忠
許彥忠（1506年—？），字汝敬，號荩斋，應天府句容縣人，民籍，明朝政治人物。

## 生平
嘉靖十年（1531年）辛卯科應天府鄉試第八十四名舉人。嘉靖二十三年（1544年）中式甲辰科會試第五十八名，登第三甲第一百三十七名進士。授荆州府推官，历湖州府同知，升户部员外郎，三十一年三月监临清常盈倉，官河南按察司佥事，三十六年二月考察去职。

## 家族
曾祖許志海；祖父許鎮；父許宗倫，號東山；母朱氏。慈侍下。兄彦文、彦武。弟彦孝、彦芳、彦榮、彦志、彦慤、彦博。子懋教、懋賢。